# Bella Swan
Isabella Marie "Bella" Swan je lik iz romana serijala Sumrak američke književnice Stephenie Meyer koju u filmu utjelovljuje Kristen Stewart.

## Životopis
Bella se seli k svom ocu Charlieju Swanu, načelniku policije u gradiću Forksu na sjeverozapadu SAD-a jer njena mama (Renee) želi putovati s njenim očuhom (Phil), igračem bejzbola. Usprkos hladnom odnosu s ocem, Bella se počinje prilagođavati Forksu. Upoznaje mnogo prijatelja među kojima su: Jessica, Mike, Angela i Erick. Na njenu žalost, svi njeni muški prijatelji su zainteresirani za nju i trojica, a među njima i Mike Newton, skupe hrabrosti pozvati je van makar ih ona odbije. Bella već prvi dan zamijeti posvojenu djecu doktora i gospođe Cullen: plavokosu Rosalie, Emmetta, otkvačenu Alice, Jaspera, ali najviše njene pozornosti dobiva Edward Cullen (u filmu ga glumi Robert Pattinson). Iako je prijateljice upozoravaju da ne trati vrijeme na njega, ne može odoljeti a da ne pogleda njegovo prekrasno blijedo lice. Belli se slomi srce jer joj Edward pokazuje znakove mržnje prema njoj. Odnosi Edwarda i Belle postaju bolji. Jednog dana kad Bella sretne prijatelja Jacoba Blacka on joj povjeri tajnu čuvanu desetljećima: Cullenovi su vampiri. Ali Bella se ne preplaši, nego Edwardu otvoreno prizna da zna što je on. Nakon toga njih dvoje postaju malo više od običnih prijatelja. Ali odjednom se u gradu pojave drugi vampiri među kojima je jedan koji očajno želi Bellinu krv.